# Calcio ai Giochi della VIII Olimpiade
Il torneo di calcio della VIII Olimpiade fu il sesto torneo olimpico. Si svolse dal 25 maggio al 9 giugno 1924 a Parigi e vide la vittoria per la prima volta dell'Uruguay.
Con 22 partecipanti, questa edizione divenne - in quel momento - la più popolosa di sempre nella storia della competizione, battendo il precedente primato di 14 squadre fatto registrare ad Anversa 1920. Questo primato verrà superato solo a Helsinki 1952. Potevano essere impiegati solo calciatori dilettanti.
Quest'edizione dei Giochi e la successiva sono state (e sono tuttora) fonte di dibattito: la FIFA in un primo momento riconobbe queste edizioni come "mondiale dilettantistico", ma in seguito rivide la decisione e nel corso degli anni cambiò più volte opinione, tant'è che ancora oggi non c'è chiarezza in merito. Questo è il motivo per il quale l'Uruguay sfoggia quattro stelle sul proprio stemma sebbene abbia vinto solo due campionati mondiali. Il caso è significativo poiché unico nel suo genere.

## Squadre partecipanti
Per la prima volta nella storia del torneo, si iscrissero una nazionale nordamericana (gli Stati Uniti) ed una sudamericana (l'Uruguay).
Il Portogallo si ritirò l'8 maggio 1924 ed a sorteggio già effettuato.
| Squadre        | Confederazione | Ultima apparizione | Miglior risultato                                   |
| -------------- | -------------- | ------------------ | --------------------------------------------------- |
| Belgio         | nessuna        | Anversa 1920       | Oro (Anversa 1920)                                  |
| Bulgaria       | nessuna        | Esordiente         | -                                                   |
| Cecoslovacchia | nessuna        | Anversa 1920       | Squalificata (Anversa 1920)                         |
| Egitto         | nessuna        | Anversa 1920       | Turno di qualificazione (Anversa 1920)              |
| Estonia        | nessuna        | Esordiente         | -                                                   |
| Francia        | nessuna        | Anversa 1920       | Semifinali (Londra 1908 e Anversa 1920)             |
| Irlanda        | nessuna        | Esordiente         | -                                                   |
| Italia         | nessuna        | Anversa 1920       | Quarti di finale (Anversa 1920)                     |
| Jugoslavia     | nessuna        | Anversa 1920       | Turno di qualificazione (Anversa 1920)              |
| Lettonia       | nessuna        | Esordiente         | -                                                   |
| Lituania       | nessuna        | Esordiente         | -                                                   |
| Lussemburgo    | nessuna        | Anversa 1920       | Turno di qualificazione (Anversa 1920)              |
| Paesi Bassi    | nessuna        | Anversa 1920       | Bronzo (Londra 1908, Stoccolma 1912 e Anversa 1920) |
| Polonia        | nessuna        | Esordiente         | -                                                   |
| Romania        | nessuna        | Esordiente         | -                                                   |
| Spagna         | nessuna        | Anversa 1920       | Argento (Anversa 1920)                              |
| Stati Uniti    | nessuna        | Esordiente         | -                                                   |
| Svezia         | nessuna        | Anversa 1920       | Quarto posto (Londra 1908)                          |
| Svizzera       | nessuna        | Esordiente         | -                                                   |
| Turchia        | nessuna        | Esordiente         | -                                                   |
| Ungheria       | nessuna        | Stoccolma 1912     | Quarti di finale (Stoccolma 1912)                   |
| Uruguay        | CONMEBOL       | Esordiente         | -                                                   |

## Formula
Il torneo era strutturato interamente ad eliminazione diretta: ottavi di finale, quarti di finale, semifinali e finali. Belgio, Bulgaria, Egitto, Francia, Irlanda, Lettonia, Lussemburgo, Paesi Bassi e Romania ottennero l'accesso diretto agli ottavi di finale, tutte le altre dovettero disputare un turno di qualificazione. A seguito del ritiro del Portogallo - avvenuto a sorteggio già effettuato - anche la Svezia (suo avversario) guadagnò l'accesso agli ottavi di finale.

## Risultati

### Turno di qualificazione
| Arbitro: | Slawick |

|                    |           |  |
| Vallana 84’ (aut.) | Marcatori |  |

| Arbitro: | Andersen |

|                |           |                                                       |
| Refet 63’, 82’ | Marcatori | 21’ R.Sloup 28’, 37’ Sedláček 64’ Jan Novák 74’ Čapek |

| Arbitro: | Scamoni |

|                                                                                          |           |  |
| Sturzenegger 2’, 43’, 68’, 85’ Dietrich 14’ M.Abegglen 41’, 50’, 58’ Ramseyer 63’ (rig.) | Marcatori |  |

| Arbitro: | Putz |

|                    |           |  |
| Straden 15’ (rig.) | Marcatori |  |

| Arbitro: | Vallat |

|  |           |                                                                |
|  | Marcatori | 20’ Vidal 23’ Scarone 35’, 61’ Petrone 50’, 80’ Cea 58’ Romano |

| Arbitro: | Mutters |

|                                               |           |  |
| Eisenhoffer 14’ Híres 51’, 58’ Opata 70’, 87’ | Marcatori |  |

### Tabellone principale
|  | Ottavi di finale | Ottavi di finale |             |   | Quarti di finale          | Quarti di finale          |              |              | Semifinali | Semifinali |  |  | Finale | Finale |
|  |                  |                  |             |   |                           |                           |              |              |            |            |  |  |        |        |
|  | 28 (30) maggio   |                  |             |   |                           |                           |              |              |            |            |  |  |        |        |
|  |                  |                  |             |   |                           |                           |              |              |            |            |  |  |        |        |
|  | Svizzera         | 1 (1)            |             |   |                           |                           |              |              |            |            |  |  |        |        |
|  | Svizzera         | 1 (1)            | 2 giugno    |   |                           |                           |              |              |            |            |  |  |        |        |
|  | Cecoslovacchia   | 1 (0)            |             |   |                           |                           |              |              |            |            |  |  |        |        |
|  | Cecoslovacchia   | 1 (0)            | Svizzera    | 2 |                           |                           |              |              |            |            |  |  |        |        |
|  | 29 maggio        |                  | Svizzera    | 2 |                           |                           |              |              |            |            |  |  |        |        |
|  |                  | Italia           | 1           |   |                           |                           |              |              |            |            |  |  |        |        |
|  | Italia           | Italia           | 1           | 2 |                           |                           |              |              |            |            |  |  |        |        |
|  | Italia           |                  | 5 giugno    | 2 |                           |                           |              |              |            |            |  |  |        |        |
|  | Lussemburgo      | 0                |             |   |                           |                           |              |              |            |            |  |  |        |        |
|  | Lussemburgo      | 0                | Svizzera    | 2 |                           |                           |              |              |            |            |  |  |        |        |
|  | 29 maggio        |                  | Svizzera    | 2 |                           |                           |              |              |            |            |  |  |        |        |
|  |                  | Svezia           | 1           |   |                           |                           |              |              |            |            |  |  |        |        |
|  | Svezia           | Svezia           | 1           | 8 |                           |                           |              |              |            |            |  |  |        |        |
|  | Svezia           | 1º giugno        |             | 8 |                           |                           |              |              |            |            |  |  |        |        |
|  | Belgio           | 1                |             |   |                           |                           |              |              |            |            |  |  |        |        |
|  | Belgio           | 1                | Svezia      | 5 |                           |                           |              |              |            |            |  |  |        |        |
|  | 29 maggio        |                  | Svezia      | 5 |                           |                           |              |              |            |            |  |  |        |        |
|  |                  | Egitto           | 0           |   |                           |                           |              |              |            |            |  |  |        |        |
|  | Egitto           | Egitto           | 0           | 3 |                           |                           |              |              |            |            |  |  |        |        |
|  | Egitto           |                  | 9 giugno    | 3 |                           |                           |              |              |            |            |  |  |        |        |
|  | Ungheria         | 0                |             |   |                           |                           |              |              |            |            |  |  |        |        |
|  | Ungheria         | 0                | Svizzera    | 0 |                           |                           |              |              |            |            |  |  |        |        |
|  | 27 maggio        |                  | Svizzera    | 0 |                           |                           |              |              |            |            |  |  |        |        |
|  |                  | Uruguay          | 3           |   |                           |                           |              |              |            |            |  |  |        |        |
|  | Paesi Bassi      | Uruguay          | 3           | 6 |                           |                           |              |              |            |            |  |  |        |        |
|  | Paesi Bassi      | 2 giugno         |             | 6 |                           |                           |              |              |            |            |  |  |        |        |
|  | Romania          | 0                |             |   |                           |                           |              |              |            |            |  |  |        |        |
|  | Romania          | 0                | Paesi Bassi | 2 |                           |                           |              |              |            |            |  |  |        |        |
|  | 28 maggio        |                  | Paesi Bassi | 2 |                           |                           |              |              |            |            |  |  |        |        |
|  |                  | Irlanda          | 1           |   |                           |                           |              |              |            |            |  |  |        |        |
|  | Bulgaria         | Irlanda          | 1           | 0 |                           |                           |              |              |            |            |  |  |        |        |
|  | Bulgaria         |                  | 6 giugno    | 0 |                           |                           |              |              |            |            |  |  |        |        |
|  | Irlanda          | 1                |             |   |                           |                           |              |              |            |            |  |  |        |        |
|  | Irlanda          | 1                | Paesi Bassi | 1 |                           |                           |              |              |            |            |  |  |        |        |
|  | 27 maggio        |                  | Paesi Bassi | 1 |                           |                           |              |              |            |            |  |  |        |        |
|  |                  | Uruguay          | 2           |   | Finale per il terzo posto | Finale per il terzo posto |              |              |            |            |  |  |        |        |
|  | Francia          | Uruguay          | 2           | 7 | Finale per il terzo posto | Finale per il terzo posto |              |              |            |            |  |  |        |        |
|  | Francia          | 1º giugno        | 1º giugno   | 7 |                           |                           | 8 (9) giugno | 8 (9) giugno |            |            |  |  |        |        |
|  | Lettonia         | 1º giugno        | 1º giugno   | 0 |                           |                           | 8 (9) giugno | 8 (9) giugno |            |            |  |  |        |        |
|  | Lettonia         | Francia          | 1           | 0 | Paesi Bassi               | 1 (1)                     |              |              |            |            |  |  |        |        |
|  | 29 maggio        | Francia          | 1           |   | Paesi Bassi               | 1 (1)                     |              |              |            |            |  |  |        |        |
|  |                  | Uruguay          | 5           |   | Svezia                    | 1 (3)                     |              |              |            |            |  |  |        |        |
|  | Uruguay          | Uruguay          | 5           | 3 | Svezia                    | 1 (3)                     |              |              |            |            |  |  |        |        |
|  | Uruguay          |                  |             | 3 |                           |                           |              |              |            |            |  |  |        |        |
|  | Stati Uniti      | 0                |             |   |                           |                           |              |              |            |            |  |  |        |        |
|  | Stati Uniti      | 0                |             |   |                           |                           |              |              |            |            |  |  |        |        |

#### Ottavi di finale
| Arbitro: | Herren |

|                                                                  |           |  |
| Snouck Hurgronje 8’ Pijl 32’, 52’, 66’, 68’ de Natris 69’ (rig.) | Marcatori |  |

| Arbitro: | Christophe |

|                                                    |           |  |
| Crut 17’, 28’, 55’ Nicolas 25’, 50’ Boyer 71’, 87’ | Marcatori |  |

| Arbitro: | Henriot |

|  |           |            |
|  | Marcatori | 75’ Duncan |

| Arbitro: | Andersen |

|              |           |                    |
| Dietrich 79’ | Marcatori | 21’ (rig.) R.Sloup |

| Arbitro: | Richard |

|                                |           |  |
| Baloncieri 20’ Della Valle 38’ | Marcatori |  |

| Arbitro: | Retschury |

|                                                                  |           |            |
| Kock 8’, 24’, 77’ Rydell 20’, 61’, 83’ Brommesson 30’ Keller 46’ | Marcatori | 67’ Larnoe |

| Arbitro: | Barette |

|                              |           |  |
| Petrone 10’, 44’ Scarone 15’ | Marcatori |  |

| Arbitro: | Colina |

|                          |           |  |
| Yakan 4’, 58’ Hegazi 40’ | Marcatori |  |

##### Ripetizioni
| Arbitro: | Slawick |

|           |           |  |
| Pache 87’ | Marcatori |  |

#### Quarti di finale
| Arbitro: | Andersen |

|             |           |                                             |
| Nicolas 12’ | Marcatori | 2’, 24’ Scarone 58’, 68’ Petrone 83’ Romano |

| Arbitro: | Christophe |

|                                                 |           |  |
| Kaufeldt 5’, 71’ Brommesson 31’, 34’ Rydell 49’ | Marcatori |  |

| Arbitro: | Mutters |

|                                 |           |                 |
| Sturzenegger 47’ M.Abegglen 60’ | Marcatori | 52’ Della Valle |

| Arbitro: | Retschury |

|                    |           |             |
| Formenoij 7’, 104’ | Marcatori | 33’ Farrell |

#### Semifinali
| Arbitro: | Ivancsics |

|                     |           |          |
| M.Abegglen 15’, 77’ | Marcatori | 41’ Kock |

| Arbitro: | Vallat |

|          |           |                            |
| Pijl 32’ | Marcatori | 62’ Cea 81’ (rig.) Scarone |

#### Finale per il 3º posto
| Arbitro: | Retschury |

|              |           |              |
| Le Fèvre 77’ | Marcatori | 44’ Kaufeldt |

##### Ripetizione
| Arbitro: | Mohamed |

|                      |           |                               |
| Formenoij 43’ (rig.) | Marcatori | 34’, 77’ Rydell 42’ Lundquist |

#### Finale per il 1º posto
| Arbitro: | Slawiсk |

| |            | |
| | Marcatori  | 9’ Petrone 65’ Cea 82’ Romano |
| Pulver Reymond Ramseyer Oberhauser Schmiedlin (c) Pollitz Ehrenbolger Pache Dietrich Abegglen Fässler A disposizione: Bédouret Bouvier Gottenkieny Haag Katz Kramer Mengotti Richard Schär Sturzenegger Weiler | Formazioni | Mazali Nasazzi (c) Arispe Andrade Vidal Ghierra S. Urdinarán Scarone Petrone Cea Romano A disposizione: Casella Chiappara Etchegoyen Naya Saldombide Tomassina A. Urdinarán Zibechi Zingone |
| Thomas Duckworth | Allenatori | Ernesto Fígoli |

## Classifica finale
| Classifica | Classifica     | Classifica |
| ---------- | -------------- | --- |
|            | Uruguay        | UruguayP Casella, P Mazali, D Arispe, D Nasazzi, D Tomassina, C Andrade, C Ghierra, C Vidal, C Zibecchi, C Zingone, A Cea, A Etchegoyen, A Naya, A Petrone, A Romano, A Saldombide, A Scarone, A Urdinarán, CT: Fígoli                                                                               |
|            | Svizzera       | SvizzeraP Pulver, P Schär, D Gottenkieny, D Haag, D Ramseyer, D Reymond, D Weiler, C Mengotti, C Oberhauser, C Pollitz, C Schmiedlin, A Abegglen, A Bédouret, A Dietrich, A Ehrenbolger, A Fässler, A Kramer, A Pache, A Sturzenegger, CT: Duckworth                                                 |
|            | Svezia         | SveziaP S. Lindberg, P Zander, D Alfredsson, D Hillén, D Hirsch, D Mellgren, C Carlsson, C Friberg, C Gustafsson, C Holmberg, C Lindqvist, C Sundberg, A Brommesson, A Dahl, A Kaufeldt, A Keller, A Kock, A V. Lindberg, A Lundquist, A Olsson, A Rydell, A Svensson, CT: Nagy                      |
| 4.         | Paesi Bassi    | Paesi BassiP de Boer, P van der Meulen, D Dénis, D Tetzner, D Verweij, C Horsten, C Krom, C Le Fèvre, C Oosthoek, C van Linge, A Breeuwer, A de Natris, A Formenoij, A Groosjohan, A Lash, A Pijl, A Roomberg, A Sigmond, A Snouck Hurgronje, A ter Beek, A Vermetten, A Visser, CT: Townley         |
| 5.         | Egitto         | EgittoP Marei, P Rostam, P Taha, D Abaza, D El-Mahdawi, D Fouad, D Moharrem, D Salem, C Abdelkader, C El-Hassani, C Hamdy, C Henein, C Osman, C Shawki, A El-Tetsh, A Hegazi, A I. Houda, A M. Houda, A Housni, A Mansour, A Riyadh, A Yakan, CT: Hegazi                                             |
| 5.         | Francia        | FranciaP Chayriguès, P Cottenet, D Baumann, D Canthelou, D Gravier, D Huot, C Bard, C Batmale, C Bonnardel, C Crut, C Domergue, C Jourda, C Parachini, A Boyer, A Chesneau, A Dewaquez, A Dubly, A Dufour, A Gross, A Isbecque, A Nicolas, A Rénier, CT: Griffiths                                   |
| 5.         | Irlanda        | IrlandaP O'Reilly, D Crawford, D Kerr, D McCarthy, D Murphy, C Dykes, C McKay, C Muldoon, C Robinson, C Thomas, A Dowdall, A Duncan, A Farrell, A Ghent, A Hannon, A Kendrick, A Murray, CT: Harris                                                                                                  |
| 5.         | Italia         | ItaliaP Combi, P De Prà, D Bruna, D Caligaris, D De Vecchi, D Martin II, D Rosetta, C Aliberti, C Ardissone, C Baldi, C Barbieri, C Burlando, C Carzino II, C Fayenz, C Janni, C Rosso, A Baloncieri, A Bergamino I, A Calvi, A Conti, A Della Valle, A Levratto, A Magnozzi, A Monti III, CT: Pozzo |
| 9.         | Belgio         | BelgioP De Bie, P Paty, D Demol, D Lorphèvre, D Swartenbroeks, D Verbeeck, C Fierens, C Hanse, C Musch, C Pelsmaeker, C Schelstraete, C Vanhalme, A Bastin, A Coppée, A De Spae, A Gillis, A Grimmonprez, A Henderickx, A Houet, A Larnoe, A Thys, A Van Hege, CT: Maxwell                           |
| 9.         | Bulgaria       | BulgariaP Ivanov, P Marinov, D Hristov, D Jankov, C Bjanov, C Manolov, C Mateev, C Radoev, A Cončev, A Genev, A Jovovič, A Maznikov, A D. Mutafčiev, A N. Mutafčiev, A Stojanov, A Vladimirov, CT: Nitsch                                                                                            |
| 9.         | Cecoslovacchia | CecoslovacchiaP Hochmann, P J. Sloup, D A. Hojer, D F. Hojer, D Kuchynka, D Seifert, C Červený, C Kolenatý, C Krombholz, C Mahrer, C Pešek, C Pleticha, A Čapek, A Kratochvíl, A Jelínek, A Ja. Novák, A Jo. Novák, A O. Novák, A Řehák, A Sedláček, A R. Sloup, A Vlček, CT: Bezecný                |
| 9.         | Lettonia       | LettoniaP Greble, P Jurgens, D Ašmanis, D K. Plade, D Roga, C Bone, C Kreicbergs, C Osis, C A. Plade, C Sokolovs, C Stančiks, A A. Bārda, A E. Bārda, A R. Bārda, A Pavlovs, A V. Plade, CT: Rēdlihs                                                                                                 |
| 9.         | Lussemburgo    | LussemburgoP Bausch, P Droessart, D Kirsch, D Kolb, D Rouster, C Feierstein, C Koetz, C Schumann, C F. Weber, A Flammang, A Kieffer, A Langers, A Massard, A J.P. Weber, A Weisgerber, A Weyler, CT: Schroeder                                                                                       |
| 9.         | Romania        | RomaniaP Lazăr, P Ritter, P Ș. Ströck, D Bartha, D Hirsch, D Molnár, D Protopopescu, C Hönigsberg, C Jacobi, C Kozovits, C Niculescu, C Tritsch, C Zimmermann, A Bonciocat, A Frech, A Guga, A Holz, A Rónnay, A Semler, A A. Ströck, A Tänzer, A Wetzer, CT: Suciu                                  |
| 9.         | Stati Uniti    | Stati UnitiP Douglas, D Davis, D Mulholland, D Rudd, C Demko, C Hornberger, C Johnson, C Jones, C O'Connor, A Brix, A Dalrymple, A Farrell, A Findlay, A Hart, A Rhody, A Straden, A Wells, CT: Burford                                                                                              |
| 9.         | Ungheria       | UngheriaP Biri, P Kropacsek, P Zsák, D J. Fogl, D K. Fogl, D Grósz, D Mándi, D Nádler, C Blum, C Guttmann, C Hajós, C Obitz, C Orth, C Tóth, A Braun, A Eisenhoffer, A Hirzer, A Jeny, A Molnár, A Opata, A Takács, A Weisz, CT: Kiss                                                                |
| 17.        | Estonia        | EstoniaP Lass, P Tipner, D Liivar, D Kaljot, D Rein, D Silber, C Jürgenson, C Kaarman, C Pihlak, C Rõks, A Ellmann, A Joll, A Paal, A Üpraus, A Väli, CT: Kónya |
| 17.        | Lituania       | LituaniaP Balčiūnas, P Darius, D Deringas, D Gelermanas, D Gvildys, D Hardingsonas, D Janušauskas, C Bartuška, C Byla, C Juozapaitis, C Razma, A Garbačiauskas, A Gecas, A Mikučiauskas, A Sabaliauskas, A Žebrauskas, CT: commissione tecnica                                                       |
| 17.        | Polonia        | PoloniaP Görlitz, P Wiśniewski, P Popiel, D Cyl, D Fryc, D Gintel, C Cikowski, C Krupa, C Spoida, C Styczeń, C Synowiec, A Batsch, A Kałuża, A Kuchar, A Miller, A H. Reyman, A J. Reyman, A Sperling, A Staliński, CT: Obrubański                                                                   |
| 17.        | Spagna         | SpagnaP Óscar, P Zamora, D Belauste, D Escobal, D Pasarín, D Vallana, C Carulla, C Gamborena, C Juantegui, C Legarreta, C Larraza, C Peña, C Pérez, C Samitier, C Triana, A Carmelo, A Chirri, A del Campo, A Herminio, A Monjardín, A Piera, A Zabala, CT: Parages                                  |
| 17.        | Turchia        | TurchiaP Akbay, P Kaleci, D Atak, D Çağatay, D Gençay, D Ruhi, C Arslan, C Bekdik, C Göktulga, C Kalpakçıoğlu, C Kelle, C Uluğ, A Arca, A Baydar, A Gürsoy, A Leblebi, A Peykoğlu, A Refet, A Rona, A Sporel, CT: Hunter                                                                             |
| 17.        | Jugoslavia     | JugoslaviaP Friedrich, P Vrđuka, D Babić, D Dasović, D Kujundžić, D Marjanović, D Rodin, D Rupec, D Vrbančić, C Petković, C Vragović, A Cindrić, A Jovanović, A Perška, A Placeriano, A Vinek, CT: Sekulić                                                                                           |

## Classifica marcatori
7 reti
- Pedro Petrone

6 reti
- Sven Rydell
- Max Abegglen

5 reti
- Cornelis Pijl
- Paolo Sturzenegger
- Héctor Scarone (1 rigore)

4 reti
- Rudolf Kock
- Pedro Cea

3 reti
- Édouard Crut
- Paul Nicolas
- Ocker Formanoij (1 rigore)
- Charles Brommesson
- Per Kaufeldt
- Ángel Romano

2 reti
- Josef Sedláček
- Rudolf Sloup (1 rigore)
- Ibrahim Yakan
- Jean Boyer
- Giuseppe Della Valle
- Walter Dietrich
- Bekir Refet
- Ferenc Hirzer
- Zoltán Opata

1 rete
- Josef Čapek
- Jan Novák
- Hussein Hegazi
- Paddy Duncan
- Michael Farrell
- Adolfo Baloncieri
- Albert Snouck Hurgronje
- Jan de Natris (1 rigore)
- André Le Fèvre
- Andy Straden (1 rigore)
- Tore Keller
- Evert Lundquist
- Rudolf Ramseyer (1 rigore)
- Robert Pache
- József Eisenhoffer
- José Vidal

Autoreti
- Pedro Vallana (1)